# Antonio Tusa
Antonio Tusa (* 26. April 1900 in Zürich; † 21. Januar 1982 in Winterthur) war ein Schweizer Cellist und Komponist.

## Biographie
Antonio  Tusa begann mit dem Cellospiel im Alter von 12 Jahren und war ab 1914 Schüler von Joachim Stutschewsky. Ab 1918 studierte er Violoncello in der Klasse von Fritz Reitz am Konservatorium Zürich und hatte Theorie- und Kompositionsunterricht bei Lothar Kempter. Nach dem Diplomabschluss nahm er Privatunterricht bei Hugo Becker und Emanuel Feuermann. 
1926 trat Tusa eine Stelle als Zweiter Cellist im Stadtorchester Winterthur an und wurde dort 1927 zum Solocellisten und in das Winterthurer Streichquartett gewählt. Diese Stellen besetzte er 46 Jahre lang. Von 1938 bis 1967 gehörte er zudem dem Schweizerischen Festspielorchester Luzern an und spielte 1977/78 im Orchestra della Svizzera italiana.
Tusa war ein gefragter Solist und Kammermusiker. Am 13. April 1934 spielte er in Winterthur unter der Leitung von Richard Strauss den Cello-Solopart in dessen symphonischer Dichtung Don Quixote.
Pablo Casals äusserte sich folgendermassen über Tusa: Il est diablement doué («Er ist teuflisch begabt»). 
Der kompositorische Nachlass von Antonio Tusa befindet sich in der
Sammlung Winterthur der Winterthurer Bibliotheken sowie in den Nachlasssammlungen der Musikabteilung der Zentralbibliothek Zürich.

## Werke (Auswahl)

### Violoncello und Orchester
- Ave Maria für Cello solo und kleines Orchester (1930)
- Ballade über B-A-C-H für Violoncello und Orchester (1960)
- Berceuse in E-Dur für Cello solo und kleines Orchester (1929)

### Violoncello und Klavier
- 7 Variationen über ein eigens Thema für Cello und Klavier (1932)

### Violoncello und Orgel
- Aria nello stile religioso, op. 4 für Cello und Orgel oder Klavier
- Geistliches Lied in c-Moll für Violoncello und Orgel oder Klavier (1965); in memoriam John F. Kennedy

### Kammermusik

#### Duo
- Ballata espagnola, Duett für 2 Celli (1981)

#### Quintett
- Scherzo für Streichquintett für 2 Violinen, Viola und 2 Celli (1970)

### Bearbeitungen
- David Popper: Polonaise de concert op. 14 für Violoncello und Klavier; orchestriert für Solocello und grosses Orchester (1946)
- Franz Schubert: Arpeggione-Sonate für Violoncello und Klavier; orchestriert für Solocello und Kammerorchester; Hermann Scherchen gewidmet (1935)

## Auszeichnungen
- Carl-Heinrich-Ernst-Kunstpreis (1965)